# میشکه (مجارستان)
میشکه (به مجاری:  Miske) یک منطقهٔ مسکونی در مجارستان است که در ناحیه کالوچا واقع شده‌است. میشکه ۴۲٫۲۷ کیلومتر مربع مساحت و ۱٬۶۳۲ نفر جمعیت دارد.